# Ei (Lebensmittel)

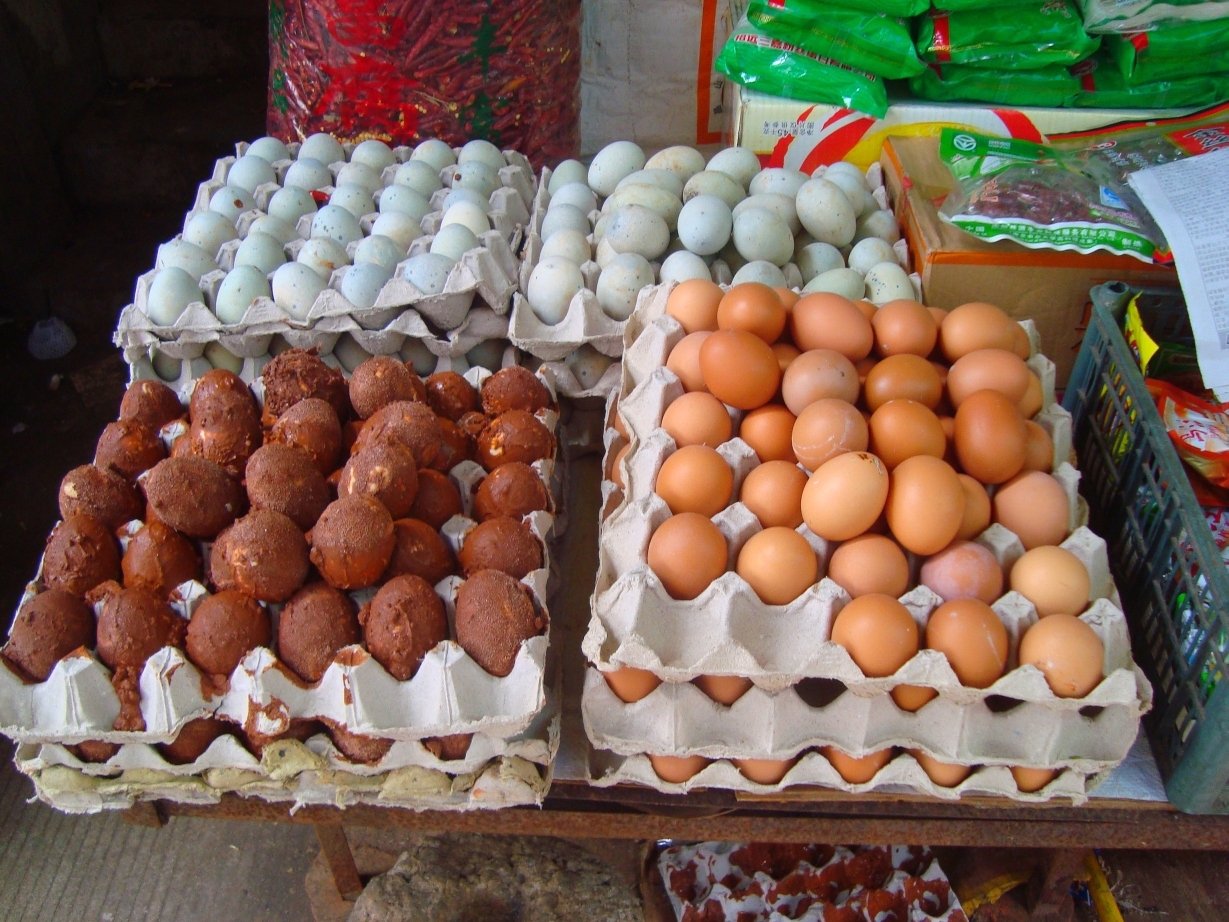
Verschiedene Eier auf einem chinesischen Lebensmittelmarkt

Das Ei ist ein Naturprodukt, das als Lebensmittel wegen seines Nährwertes, vor allem wegen des Gehaltes an hochwertigen Proteinen, seit Beginn der Menschheitsgeschichte ein wichtiges Nahrungsmittel darstellt. 

## Allgemeines
Wurden früher Eier gesammelt bzw. gehortet, so ist die Bereitstellung von Ei in den Industriestaaten heute meist ein Teil der Lebensmittelindustrie. Dabei werden vor allem Hühnereier produziert, welche dann als Ganzes (Schaleneier), als Flüssigei oder getrocknet als Eipulver angeboten und weiterverarbeitet werden. Flüssigei ist entweder Vollei oder dessen Bestandteile Eigelb (Eidotter) und Eiklar (Eiweiß).
Eier sind Lebensmittel, die besondere Anforderungen an Transport, Lagerung und Verarbeitung stellen. Gesundheitsgefahren bestehen beispielsweise durch Salmonellen, die bei der Verarbeitung von der Oberfläche der Eierschale in das fertige Lebensmittel gelangen können. Aus diesen Gründen ist der Umgang mit Eiern streng gesetzlich geregelt, in Deutschland etwa durch die Tierische Lebensmittel-Hygieneverordnung (Tier-LMHV), und es besteht vielerorts eine Pflicht zur Eierkennzeichnung.

## Als Nahrungsmittel genutzte Eier

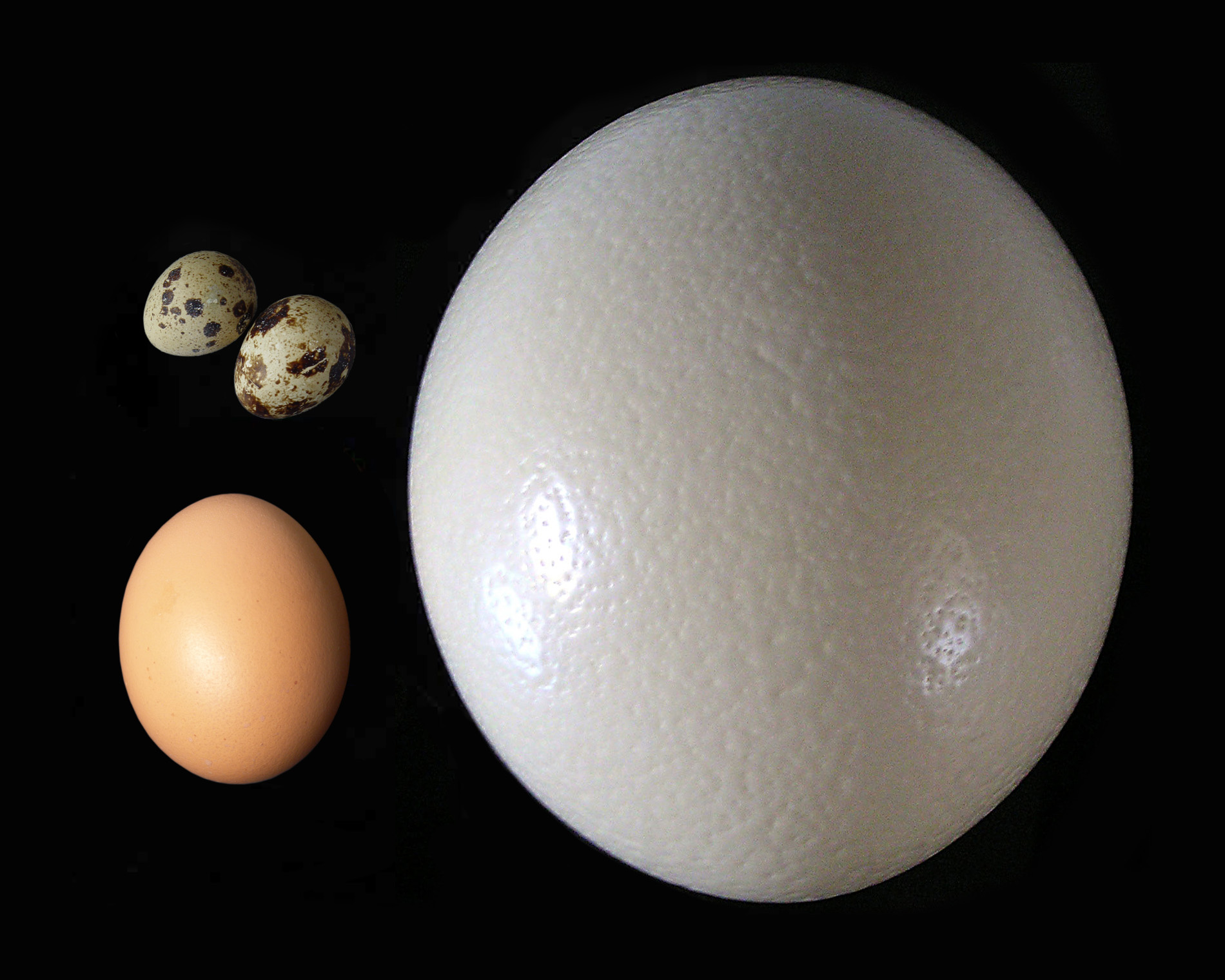
Eier von Afrikanischem Strauß, Haushuhn und Wachtel im Größenvergleich

Vor allem Hühnereier werden für die menschliche Ernährung genutzt, aber auch andere Vogeleier: 
- Wachteleier von der Wachtel
- Enteneier von den Entenvögeln – vor allem in Ostasien
- Eier der Hausgans
- Straußeneier – verbreitet im südlichen Afrika, weltweite Zucht
- Eier des Emu als Eiweißlieferant der Aborigines

Auch die Eier wildlebender und/oder schwer kultivierbarer Tierarten wurden und werden für Nahrungszwecke genutzt, was teilweise zur deutlichen Dezimierung der Arten bis zur Ausrottung und in der heutigen Zeit zu Schutzmaßnahmen für die betroffenen Tierarten führte:

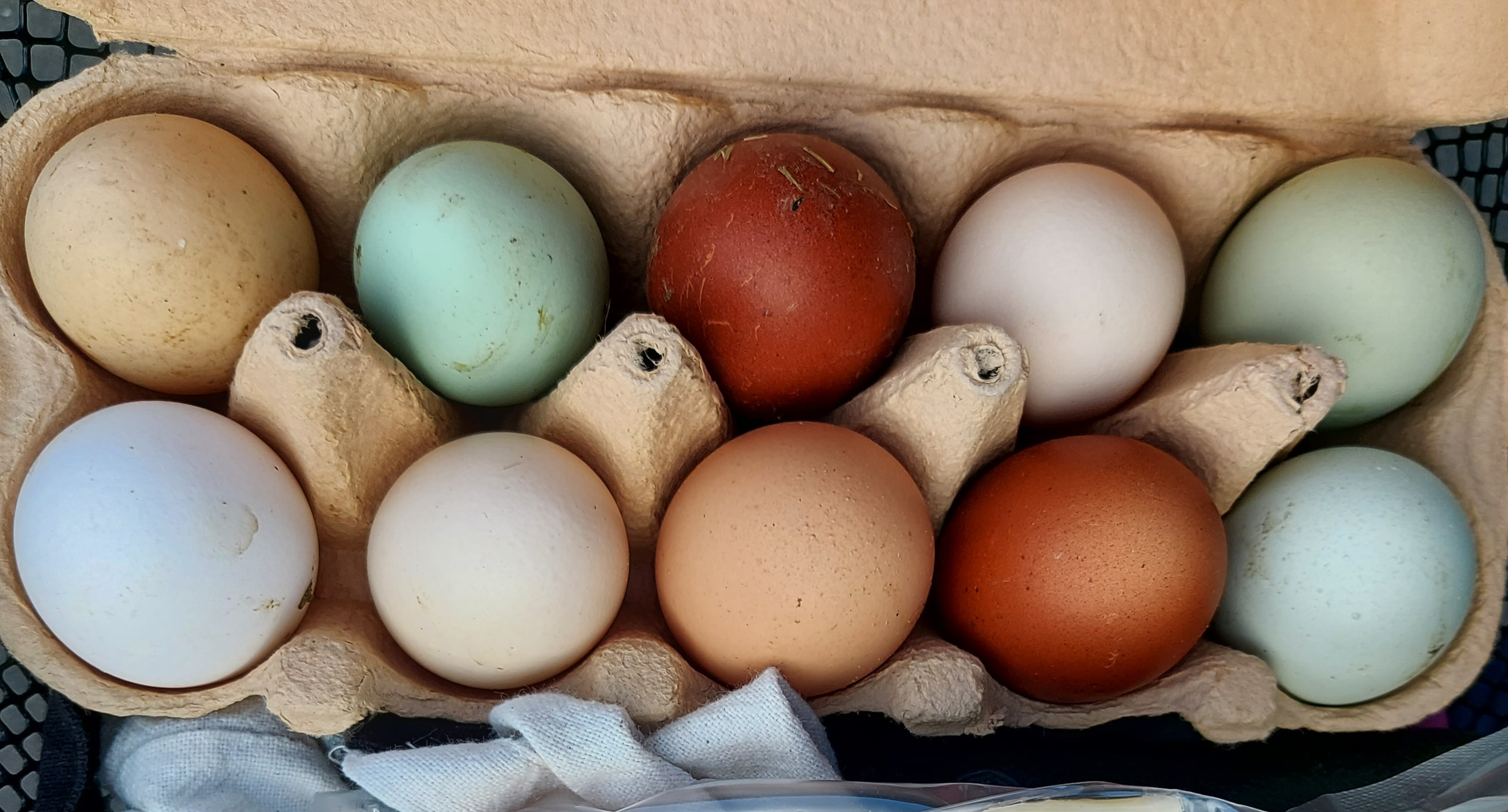
Variationen in Farben und Formen von Hühnereiern

- Variationen in Farben und Formen von HühnereiernKiebitzeier – früher eine Delikatesse in Mitteleuropa
- Eier der Schildkröten, vor allem der Meeresschildkröten, welche dadurch gefährdet sind
- Störeier (Rogen) als Kaviar
- Rogen anderer Fischarten als falscher Kaviar
- Eier von Seeigeln als Uni-Delikatesse – vor allem in Japan
- Hinterleiber mit den Eiern (oder dem Sperma) des Samoa-Palolo – Delikatesse und Aphrodisiakum  in Teilen der Südsee
- Ameiseneier – Delikatesse in Südostasien